# U.S. Route 1
La Ruta 1 o U.S. Route 1 es una Ruta Federal de sentido norte–sur que atraviesa la Costa Este de Estados Unidos. Recorre alrededor de 3800 km (2400 mi) desde Cayo Hueso, Florida hasta al norte de Fort Kent, Maine, en la frontera con Canadá. La Ruta 1 por lo general recorre esa zona de los Estados Unidos paralelamente a la Interestatal 95, aunque llega al oeste entre Jacksonville, Florida y Petersburg, Virginia. La carretera conecta a las principales metrópolis de la costa Este, incluyendo a Miami, Florida; Jacksonville, Florida; Augusta, Georgia; Columbia, Carolina del Sur; Raleigh, Carolina del Norte; Richmond, Virginia; Washington D. C.; Baltimore, Maryland; Filadelfia, Pensilvania; Newark, Nueva Jersey; Nueva York; New Haven, Connecticut; Providence, Rhode Island; Boston, Massachusetts; y Portland, Maine.

## Carreteras relacionadas
- Ruta Estatal de Florida A1A
- Ruta de Massachusetts 1A
- Ruta Estatal de Nueva York 1A